# اس‌اس المپیا
اس‌اس المپیا (به انگلیسی: SS Olympia) یک کشتی بود که طول آن ۳۳۵ فوت (۱۰۲ متر) بود. این کشتی در سال ۱۸۸۳ ساخته شد.